# L'Extase d'un baiser
L'Extase d'un baiser est un sonnet publié dans le recueil des Vers héroïques de Tristan L'Hermite, en 1648. 

## Présentation

### Texte
Au point que j'expirais, tu m'as rendu le jour,

Baiser, dont jusqu'au cœur le sentiment me touche,

Enfant délicieux de la plus belle bouche

Qui jamais prononça les oracles d'Amour.

Mais tout mon sang s'altère ; une brûlante fièvre

Me ravit la couleur et m'ôte la raison.

Cieux ! j'ai pris à la fois sur cette belle lèvre

D'un céleste nectar et d'un mortel poison.

Ah ! mon âme s’envole en ce transport de joie !

Ce gage de salut dans la tombe m'envoie.

C’est fait ! je n'en puis plus, Élise je me meurs.

Ce baiser est un sceau par qui ma vie est close ;

Et comme on peut trouver un serpent sous des fleurs,

J'ai rencontré ma mort sur un bouton de rose.

### Publication
L'Extase d'un baiser fait partie du recueil des Vers héroïques, en 1648.

## Postérité

### Éditions nouvelles
En 1909, Adolphe van Bever retient L'Extase d'un baiser dans la collection « Les plus belles pages » pour le Mercure de France. En 1925, Pierre Camo publie une réédition intégrale des Amours et certains poèmes des Vers héroïques, dont L'Extase d'un baiser. En 1960, Amédée Carriat reprend le poème dans son Choix de pages de toute l'œuvre en vers et en prose. En 1962, Philip Wadsworth le retient également dans son choix de Poésies de Tristan pour Pierre Seghers.

### Citations
Dans L'Incroyable histoire de la littérature française en bande dessinée (2019), Philippe Bercovici présente le dernier vers de L'Extase d'un baiser de Tristan L'Hermite — sans nommer le poème, ni son auteur — comme un modèle de préciosité, dans un temps où l'« l'on raffole des figures de style, métaphores, antithèses, hyperboles… » avec le commentaire « Traduction contemporaine : C'est cool, elle m'a embrassé ».

### Œuvres complètes
- Jean-Pierre Chauveau et al., Tristan L'Hermite, Œuvres complètes (tome III) : Poésie II, Paris, Honoré Champion, coll. « Sources classiques » (no 42), 2002, 736 p. (ISBN 978-2-745-30607-4)

### Anthologies
- Pierre Camo (préface et notes), Les Amours et autres poésies choisies, Paris, Garnier Frères, 1925, XXVII-311 p.
- Amédée Carriat (présentation et annotations), Tristan L'Hermite : Choix de pages, Limoges, Éditions Rougerie, 1960, 264 p.
- Adolphe van Bever (notice et appendices), Tristan L'Hermite, Paris, Mercure de France, coll. « Les plus belles pages », 1909, 320 p.
- Philip Wadsworth (présentation et notes), Tristan L'Hermite : Poésies, Paris, Pierre Seghers, 1962, 150 p.

### Ouvrages cités
- Napoléon-Maurice Bernardin, Un Précurseur de Racine : Tristan L'Hermite, sieur du Solier (1601-1655), sa famille, sa vie, ses œuvres, Paris, Alphonse Picard, 1895, XI-632 p.
- Amédée Carriat, Tristan, ou L'éloge d'un poète, Limoges, Éditions Rougerie, 1955, 146 p.